# バートルビー
「バートルビー」（Bartleby）は、1853年に発表されたアメリカの作家ハーマン・メルヴィルの短編小説。もとは「代書人バートルビー ウォール街の物語（Bartleby, the Scrivener: A Story of Wall Street）」の題で発表され、短編集に収録される際に「バートルビー」というシンプルな題に変更された。
法律事務所に雇われた青年バートルビーが、やがて一切の仕事を温和な口調で拒否しながら事務所に居座り続けようとする、という寓話的な物語である。その内容の不条理性からカフカを先駆けた作品とも言われ、またブランショ、デリダ、ドゥルーズなどの現代思想家にもさまざまなインスピレーションを与えている。

## あらすじ
語り手はウォール街の一角で法律事務所を営む年配の男である。はじめ彼はターキーとニパーズというあだ名の二人の筆耕と、ジンジャーナットというあだ名の雑用係の少年を雇っていたが、仕事が増えてきたために新たに代書人を雇い入れることにした。募集広告に応じてやってきたのは、バートルビーという名の、品はいいがどこか生気に欠けた青年だった。こうして雇い入れられた彼は、当初は非凡な量の筆耕をこなしていたが、しかしあるとき所長に呼びかけられて、書き写したものの点検のための口述を頼まれると、「せずにすめばありがたいのですが」とだけ言って再三の頼みを拒否する。それだけでなく彼は自分の筆写の口述さえも同じ言葉で拒み、ちょっとした使いすらも拒否し筆耕以外の仕事を頑として行なおうとしない。それでも所長である語り手はバートルビーを重宝がり、また他に行き場のないらしいこともあって少々の不便は大目に見ていたのだが、しかしバートルビーはある日を境に筆耕の仕事すら拒むようになる。
仕事をしなくなった彼に語り手は解雇を言い渡すが、バートルビーは「行かずにすめばありがたいのですが」と言って事務所から出ようとせずに、いつまでも何もせず事務所に居座ったままだった。万策尽きた語り手はついにバートルビーを置いて事務所の建物を移すが、今度は前の建物の家主から、彼が建物から離れようとしないと言って苦情が来る。新たな仕事を探してやろうという申し出も、個人的に家に引き取ろうという所長からの申し出も断ったバートルビーは、ついに警察を呼ばれ「墓場」（市立刑務所）に連れられていき、そこで食事を拒んだまま冷たい庭石を枕にして息絶える。
その後、語り手は風の噂で、バートルビーがもともとは郵便局の配達不能便を取り扱う部署で働いていたという話を聞く。最後は語り手の「ああ、バートルビー！ ああ、人間とは！」という言葉で締めくくられる。

## 解題
『バートルビー』は1853年、『パトナム・マンスリー・マガジン』の11月号および12月号と二回に分けて匿名で発表された。メルヴィルが代表作『白鯨』を発表してから2年後のことであり、発表時のタイトルは『代書人バートルビー ウォール街の物語』であった。メルヴィルは11月号分の報酬として55ドル、12月号分として30ドルを受け取っている。1856年に短編集『ピアザ物語』に収録され、この際に若干修正が加えられた上で『バートルビー』というシンプルな題に改題された。作品内容の幾分かは、執筆に対して頑固な態度を取り続けたメルヴィル自身や、ウォール街で弁護士事務所を開業していた弟のアランなど、作家自身の身辺を材源にしていると考えられる。
作中で「せずにすめばありがたいのですが」という言葉とともに示されるバートルビーの拒否の姿勢は、しばしば現代思想家にも考察の題材として取り上げられている。例えばモーリス・ブランショは『災厄のエクリチュール』（1980年）において、この拒否の言葉を「言うということの権威すべての放棄」「自我の遺棄」「同一性の棄却」などとして捉え、それが「弁証法的な介入」を許さない、人を「存在の外」へ導くものとして論じている。ジャック・デリダは1976年のブランショ論「パ」で『バートルビー』に触れて以来しばしばこの作品を参照しているが、1991年の「抵抗」と題するシンポジウムではジークムント・フロイトの「死の欲動」および「反復強迫」からくる精神分析的な「抵抗」をうまく表すものとして『バートルビー』に触れた。
またジル・ドゥルーズは、「バートルビー または決まり文句」（1989年。『批評と臨床』所収）において、「せずにすめばありがたいのですが」という決まり文句がある種の非文法的な表現と同じ性質を持つものであると論じ、それが「好みでないもの」を忌避すると同時に「好みのもの」までも排除していく破壊的な性格を持つものだとしている。ジョルジョ・アガンベンの論文「バートルビー 偶然性について」（1993年）では、この拒否の言葉と態度は神学的な「潜勢力」を持つ、個々人の意思を越え出たものとして捉えられている。アントニオ・ネグリとマイケル・ハートの著書『＜帝国＞』（2000年）でも『バートルビー』に言及している箇所があり、ここでは『バートルビー』はJ・M・クッツェーの『マイケル・K』と並べ置かれ、これらの作品に描かれている「絶対的な拒否」が「解放の政治」への始まりをなすものとして位置づけられている。
スペインの作家エンリーケ・ビラ＝マタスは、『バートルビーの仲間たち』と題する風変わりな作品を2000年に発表している。この作品は『バートルビー』をライトモチーフとしながら、ソクラテス、セルバンテスからカフカ、ヴァルザー、サリンジャーに至るまで、突然ものを書くことができなくなった古今の作家のエピソードを綴っていくというもので、作中ではこの「書けなくなる」という現象が「バートルビー症候群」と名づけられている。

## 映画
- 『Bartleby』（1969年）(28分) 監督アンソニー・フリードマン[9]。
  - 『Bartleby』（1970年）(英語版) 監督アンソニー・フリードマン。出演: ポール・スコフィールド、ジョン・マケナリー、Thorley Walters (英語版)、コリン・ジーヴォンズ、レイモンド・メーソン、脚本: A・フリードマン、ロドニー・カー=スミス. 製作: R・カー=スミス[10][11]。1970年11月にイギリスで封切られた『バートルビー』は正式には監督の同名の作品第2作にあたり『バートルビー (II)』と表記する場合がある。アメリカで1972年2月封切り[12]、その他ハンガリー、ポーランド、ギリシャで上映された。製作には郵便公社の前身、イギリス国鉄、ロンドン交通局の前身に協力を仰いでいる。ビデオが発売されている[13]。

- 『Bartleby』（1976年）（96分）（英語版）監督: モーリス・ロネ. 脚本: ジャック・クィレ、イヴァン・ボステル. 出演: マイケル・ロンズデール、Maxence Mailfort (フランス語版)、Maurice Biraud (英語版)、Dominique Zardi (英語版). [14][15][16]

- 『Bartleby』（2001年）（83分）（英語版）監督: ジョナサン・パーカー. 製作: J・パーカー、キャサリン・ディナポリ、デビー・ブラベーカー、デニス・ハーディー. 脚本: J・パーカー、C・ディナポリ、出演: クリスピン・グローヴァー、デヴィッド・ペイマー、グレン・ヘドリー、モーリー・チェイキン、ジョー・ピスコポ (英語版)[17]。ビデオが発売されている[18]。

### 日本語訳
- 『バートルビー』北川悌二訳、南雲堂、1960年。他は「船乗りビリー・バッド」。グーテンベルク21（電子出版・2022年）
- 「バートルビー」 土岐恒二訳、集英社「世界文学全集39 メルヴィル」 1979年
- 『代書人バートルビー バベルの図書館9』 ホルヘ・ルイス・ボルヘス編、酒本雅之訳、国書刊行会、1988年、新編「図書館1 アメリカ編」、2012年
- 「代書人バートルビー」 坂下昇訳、『幽霊船 他一篇』収録、岩波文庫、1983年
- 「書写人バートルビー」 柴田元幸訳、『アメリカン・マスターピース 古典篇』収録、ヴィレッジブックス、2013年
- 『書記バートルビー / 漂流船』 牧野有通訳、光文社古典新訳文庫、2015年
- 「バートルビー」 平石貴樹訳、『アメリカ短編ベスト10』収録、松柏社、2016年

### 関連文献
- ロバート L.ゲイル 『ハーマン・メルヴィル事典』 福士久夫訳、雄松堂出版、2008年
- ジョルジョ・アガンベン 『バートルビー 偶然性について』 高桑和巳訳、月曜社、2005年、新装版2023年
  - メルヴィル「バートルビー」、訳者論考「バートルビーの謎」を併録
- ジル・ドゥルーズ 『批評と臨床』 守中高明、谷昌親、鈴木雅大訳、河出書房新社、2002年
- アントニオ・ネグリ、マイケル・ハート 『＜帝国＞ グローバル化の世界秩序とマルチチュードの可能性』 水嶋一憲、酒井隆史、浜邦彦、吉田俊実訳、以文社、2003年
- エンリーケ・ビラ＝マタス 『バートルビーと仲間たち』 木村榮一訳、新潮社、2008年